# Дорогожичі
Дорого́жи́чі — історична місцевість Києва. Охоплювала територію між річками Глибочицею, Сирець і
Кирилівським монастирем (вулиця Олени Теліги, 12)
За часів Київської Русі на Дорогожичах, між р. Глибочицею і струмком Скоморох (в бік теперішньої вул. Ростиславська), існувала митниця із земляним укріпленням. За іншою версією, Дорогожичі простягалися поблизу Кирилівського монастиря (Куренівка). Згадуються з 980 року. Всі версії про походження назви (як місця, де сходяться дороги, від словосполучення «дорого жити») не мають наукового підтвердження.
40-у станцію Київського метрополітену названо «Дорогожичі».

## Літописні згадки
Вперше згаданий у літописі 980 року: «І прийшов Володимир до Києва з воями многими. І не зміг Ярополк стати супроти Володимира, і заперся Ярополк з людьми своїми і з воєводою Блудом. І стояв Володимир, окопавшись, на Дорогожичі — межи Дорогожичем і Капичем, — і єсть рів [той] і до сьогодні.».
Друга згадка — майже за півтора століття, 1146 року: «І тоді побіг Ігор і Святослав, [брат його], в горби дорогожицькі, а Ізяслав же з Мстиславом, сином своїм, і з своєю дружиною в'їхали в них у бік їм і стали сікти, і роз'єдналися вони один від одного. А з Ігорем же не було [нікого з тих], хто одлучився. І вбіг Ігор у болото дорогожицьке, і загруз під ним кінь, і не міг він його витягти, бо слабував на ноги.» Точніше, тут бачимо згадку про околиці Дорогожичів — болото та пагорби.
Втретє Дорогожичі згадується через малий проміжок часу, у 1150 році: «І повелів Ізяслав дружині своїй зібратися коло [урочища] Дорогожича, а сам, діждавши ночі, поїхав із Києва.»
Четверта згадка — 1161 рік: «Тут же перейшовши Дніпро, коло [Давидової] Боженки, він (Ізяслав) рушив полками до Києва, і, прийшовши, стали вони на оболоні, в лозах, навпроти [урочища] Дорогожича.»
Востаннє у руську добу Дорогожичі згадуються 1171 року: «Зібралися брати [у] Вишгороді і, прийшовши, стали на [урочищі] Дорогожичі під святим Кирилом Феодорової неділі, а другої неділі обступили увесь город Київ.»